# 카자흐스탄의 마천루 목록
이 글은 카자흐스탄의 마천루 목록이다.

## 목록
높이가 100m 이상인 첨탑 및 건축 세부 사항을 포함하여 카자흐스탄에서 완공된 최고 건물 목록이다.
| 계급 | 이름                           | 도시     | 높이 미터 | 플로어 | 년     |
| ---- | ------------------------------ | -------- | --------- | ------ | ------ |
| 1    | 에메랄드 타워 1                | 아스타나 | 240       | 64     | 2012년 |
| 2    | 오로라 타워 WTC 누르술탄       | 아스타나 | 221       | 60     | 2008년 |
| 3=   | 카자흐스탄 테 미르 졸리 빌딩 2 | 아스타나 | 208       | 54     | 2010년 |
| 3=   | 에센타이 타워                  | 알마티   | 200       | 52     | 2008년 |
| 4=   | 에메랄드 타워 2                | 아스타나 | 186       | 50     | 2010년 |
| 4=   | 카자흐스탄 테미르 졸리 빌딩 1  | 아스타나 | 181       | 47     | 2010년 |
| 5=   | 오로라 타워 2                  | 아스타나 | 176       | 47     | 2010년 |
| 5=   | 트레픽 타워                    | 아스타나 | 168       | 45     | 2002년 |
| 6    | 탈란 타워 1                    | 아스타나 | 154       | 43     | 2017년 |
| 7    | 그랜드 알라 타우 3             | 아스타나 | 152       | 43     | 2009년 |
| 8    | 아스타나 백토리                | 아스타나 | 152       | 42     | 2006년 |
| 9    | 오로라 타워 3                  | 아스타나 | 151       | 37     | 2009년 |
| 10   | 탈란 타워 2                    | 아스타나 | 131       | 26     | 2017년 |
| 11   | 호텔 카자흐스탄                | 알마티   | 113       | 26     | 1977년 |
| 12=  | 알마티 타워 1                  | 알마티   | 104       | 25     | 2008년 |
| 12=  | 알마티 타워 2                  | 알마티   | 100       | 25     | 2008년 |
| 13   | 마질라스 빌딩                  | 아스타나 | 100       | 22     | 2004년 |

## 같이 보기
- 아시아의 마천루 목록